# Dănicei
Dănicei es una comuna ubicada en el distrito Vâlcea, Rumania.

## Superficie
Posee una superficie de 57,25 kilómetros cuadrados.

## Demografía
Hasta 2021 la población era de 1667 habitantes, con una densidad de población de 29,12 habitantes por kilómetro cuadrado.